# Kristin Hammarström
Kristin Hammarström (Glanshammar, 29 marzo 1982) è un'ex calciatrice svedese, di ruolo portiere, vincitrice due volte della Svenska Cupen damer, nell'edizione 2010 con il KIF Örebro e in quella 2011 con il Kopparbergs/Göteborg, e della Supercupen damer, sempre con il Kopparbergs/Göteborg, nel 2013 prima del ritiro.
Vestendo la maglia della Nazionale svedese ha inoltre conquistato il terzo posto nel Mondiale di Germania 2011 e nell'europeo di categoria 2013. È sorella gemella di Marie, anch'essa ex calciatrice, di ruolo centrocampista che condivise con lei la maglie di club e nazionale.

## Palmarès
- Coppa di Svezia: 1

KIF Örebro: 2010
Kopparbergs/Göteborg: 2011
- Supercoppa svedese: 1

Kopparbergs/Göteborg: 2013